# Takahiro Tanio
Takahiro Tanio (谷尾 隆博 Tanio Takahiro?, nacido el 26 de febrero de 1991 en Yamanashi) es un futbolista japonés que se desempeña como delantero.

## Trayectoria

### Clubes
| Club         | País  | Año         |
| ------------ | ----- | ----------- |
| Fujieda MYFC | Japón | 2013 - 2015 |

## Estadística de carrera

### J. League
| Club         | Año   | J. League | J. League | Copa J. League | Copa J. League | Total | Total |
| Club         | Año   | Part.     | Goles     | Part.          | Goles          | Part. | Goles |
| ------------ | ----- | --------- | --------- | -------------- | -------------- | ----- | ----- |
| Fujieda MYFC | 2014  | 14        | 2         | -              | -              | 14    | 2     |
| Fujieda MYFC | 2015  | 4         | 1         | -              | -              | 4     | 1     |
| Total        | Total | 18        | 3         | 0              | 0              | 18    | 3     |